# Sarcophaga furcata
Sarcophaga furcata är en tvåvingeart som beskrevs av Hardy 1932. Sarcophaga furcata ingår i släktet Sarcophaga och familjen köttflugor. Inga underarter finns listade i Catalogue of Life.